# Stanfieldiella imperforata
Stanfieldiella imperforata là một loài thực vật có hoa trong họ Commelinaceae. Loài này được (C.B.Clarke) Brenan miêu tả khoa học đầu tiên năm 1960.